# Geophilus electricus
Geophilus electricus (лат.) — вид губоногих многоножек из семейства Geophilidae. В 1758 году назван Карлом Линнеем Scolopendra electrica, но позднее выделен в род Geophilus. Поскольку это первый описанный вид рода, то иногда определяется как типовой вид (наряду с Geophilus carpophagus).

## Описание

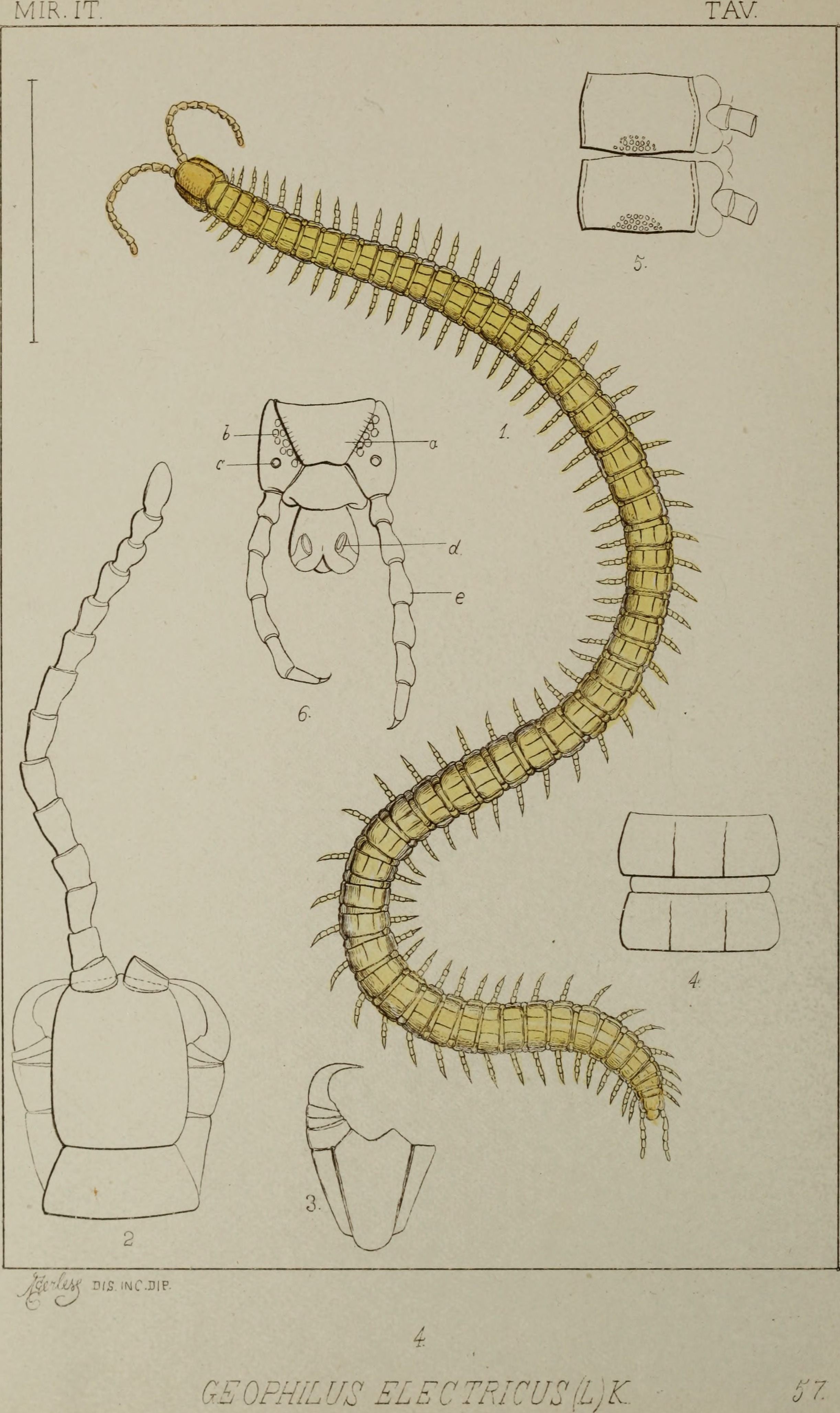

Geophilus electricus жёлто-оранжевого цвета, вырастает до 45 мм в длину, с 55—75 парами ног (больше, чем у других видов Geophilus), есть отчётливая карпофаговая ямка на передних стернитах, а также своеобразное расположение вмещающих пор последней пары ног. Подобно многим Geophilomorpha Geophilus electricus светится в темноте, вероятно, в целях защиты.

## Ареал
Обитает в Европе в зоне умеренного климата, главным образом в Великобритании и Ирландии. Встречается на высоте до 120 м над уровнем моря, частично почвенный вид, живущий на глубине до 10 см под землёй или в слое листовой подстилки, покрывающей грунт. Предпочитает сады и пахотные земли, поэтому во многом является синантропным видом, но также обитает в глубине суши и у побережий. Geophilus electricus предпочитает глинистые, суглинистые и песчаные почвы.